# Selliguea archboldii
Selliguea archboldii är en stensöteväxtart som beskrevs av Edwin Bingham Copeland. Selliguea archboldii ingår i släktet Selliguea och familjen Polypodiaceae. Inga underarter finns listade.